# Pendragon
Pendragon — британская нео-прогрессив рок-группа, основанная в 1978 году в городе Страуд (Глостершир) как Zeus Pendragon гитаристом Ником Барретом (Nick Barrett). Слово Zeus вскоре было отброшено — участники решили, что название слишком длинное и будет плохо смотреться на футболках. В самом начале было несколько изменений состава группы, но с 1986 состав стал довольно стабильным (кроме двух смен за ударной установкой). За свою историю Pendragon выпустили 8 студийных альбомов, 7 концертных и 4 DVD.

## История
Группа появилась во времена оживления прогрессивного рока и появления неопрогрессива, возглавляемого такими группами, как Marillion, Pallas и Twelfth Night, в начале 1980-х, и часто появлялась на разогреве у Marillion и других известных нео-прог-групп. После их дебютного альбома The Jewel, группа пыталась записывать более коммерческие альбомы (что подтверждает альбом Kowtow и EPs Red Shoes и Saved By You), но их попытка добиться успеха у мейнстримовой аудитории провалилась.
В 1991 году группа основывает свой собственный лейбл, Toff Records, и выпускает архивный релиз The Rest of Pendragon (коллекцию треков с EP), и студийный альбом The World, в котором группа возвращается к более прогрессивному звучанию, которое они будут развивать и в последующих трёх альбомах, The Window of Life, The Masquerade Overture и Not of This World.
С этого момента их популярность возросла, и, пока на родине группа находится в тени, они имеют значительное число фанатов в Европе. В частности, они довольно популярны в Польше: здесь они выпустили один сборник (The History: 1984 - 2000 специально для польского рынка) и записали несколько концертных альбомов (Live In Krakow 1996, Past And Presence (2007), Concerto Maximo (2009)).
В 2002-м году группа выпустила Acoustically Challenged - акустический сеанс, содержащий песни, специально переписанные для акустических инструментов, который до этого транслировали на Radio 3 Warsaw. Это был совершенно неожиданный ход, так как прогрессивный рок того времени имел тенденцию к использованию электронных синтезаторов и электронных гитар; тем не менее, композиции группы хорошо подходили к акустическим инструментам, и альбом был довольно успешным. Это событие стало вестником готовности музыкантов к экспериментам, следствием чего стал выход новых студийных альбомов, выпущенных в том же ключе, как и The World. Альбом 2005-го Believe стал более мрачным, нежели предыдущие, что вызвало дискуссию среди фанатов. Альбом 2008-го Pure,отличный от стиля Believe, был очень хорошо принят прог-роковым сообществом; на веб-сайте progarchives.com альбом стал одним из самых популярных в 2008 и попал в Топ-10 прог релизов 2008 года.
Недавно, в 2009-м, Pendragon выпустили живой альбом и DVD Concerto Maximo, снятый в Катовице 13 октября 2008 года. Концерт был выпущен в нескольких версиях - как CD релиз, содержащий только аудиозапись концерта, DVD, содержащий полный концерт, и специальное издание (DVD и 2 CD), выпущенное ограниченным тиражом в 1000 копий.

## Состав

### Текущий состав
- Nick Barrett — гитара, вокал (с 1978)
- Peter Gee — бас-гитара (с 1978)
- Clive Nolan — клавишные (с 1986). С 1995 года также участвует в группе Arena.
- Jan-Vincent Velazco - ударные (2015 - настоящее время)

### Бывшие участники
- John Barnfield - клавишные (1978-1984)
- Nigel Harris - ударные (1978-1986)
- Rick Carter - клавишные (1984-1986)
- Fudge Smith - ударные (1986-2006)
- Joe Crabtree - ударные (2006-2008)
- Scott Higham — ударные (с 2008 - 2014)
- Craig Blundell - ударные (2014 - 2015)

## Дискография

### Студийные альбомы
- The Jewel (1985) — включая первую часть Fly High, Fall Far (EP)
- Kowtow (1988)
- The World (1991)
- The Window Of Life (1993)
- The Masquerade Overture (1996)
- Not Of This World (2001)
- Believe (2005)
- Pure (2008)
- Passion (2011)
- Men Who Climb Mountains (2014)
- Love Over Fear (2020)
- North Star (2023)

### Концертные альбомы
- WRIF 101 Live At Hart Plaza (1983)
- 9:15 Live (1986) — включая вторую часть Fly High, Fall Far (EP)
- The Very, Very Bootleg (1993)
- Utrecht… The Final Frontier (1995)
- Live In Krakow 1996 (1997)
- Accoustically Challenged (2002)
- Concerto Maximo (2009)

### EP
- Fly High, Fall Far (1984) — только винил
- Fallen Dreams And Angels (1994)
- As Good As Gold (1996)

### Раритеты и сборники
- The R(B)est of Pendragon (1991) — включая Fly High, Fall Far (EP)
- Overture 1984—1996 (1998) (американский сборник)
- Once Upon a Time in England Volume 1 (1999) (раритеты)
- Once Upon a Time in England Volume 2 (1999) (раритеты)
- The History: 1984—2000 (2000) (сборник, выпущенный специально для Польши)

### DVD
- Live at Last...And More (2002)
- And Now Everybody To The Stage (2006)
- Past And Presence (2007)
- Concerto Maximo (2009)
- Masquerade 20 (2017)

### CD/DVD
- Liveosity (Acoustically Challenged CD вместе с Live at Last…And More DVD, с новыми иллюстрациями)